# Donald Sterling
Donald Sterling (Chicago, 26 aprile 1934) è un imprenditore e avvocato statunitense.
Dal 1981 al 2014, è stato proprietario della squadra professionistica di pallacanestro della NBA dei Los Angeles Clippers.
Nell'aprile 2014, Sterling è stato bandito a vita dalla NBA con una multa di 2,5 milioni di dollari dopo che è stata resa pubblica la registrazione di alcuni suoi commenti razzisti fatti in privato. Nel maggio del 2014 la moglie di Sterling, Shelly, ha raggiunto un accordo per vendere i Clippers a Steve Ballmer per 2 miliardi di dollari. Sterling ha contestato in tribunale questa transazione, ma il consiglio di amministrazione della NBA ha approvato il cambio di proprietà nell'agosto del 2014.

## Gioventù
Donald Sterling è nato a Chicago nel 1934 con il nome di Donald Tokowitz. Di origini ebraiche, all'età di due anni si trasferì al seguito della famiglia a Los Angeles. Ha frequentato la Theodore Roosevelt High School diplomandosi nel 1952. Ha poi studiato all'università statale della California e alla scuola di legge della Southwestern University.
All'età di 25 anni, dopo essersi sposato con Shelly, cambiò il proprio cognome in "Sterling". Ha giustificato questa scelta affermando che molte persone avevano difficoltà a pronunciare il suo reale cognome, inoltre era convinto che da questo cambiamento ne avrebbero tratto giovamento anche i suoi affari.

## Carriera da avvocato e imprenditoriale
Iniziò la carriera come avvocato divorzista nel 1961, aprendo le porte del proprio studio a molti ebrei americani che non avevano la possibilità economica di rivolgersi agli studi legali più prestigiosi. Ben presto però si dedicò all'attività immobiliare, acquistando per prima cosa una struttura con 26 appartamenti a Beverly Hills. 
Negli anni Sessanta acquistò le Lesser Towers, una coppia di grandi edifici a Los Angeles, poi diventati noti con il nome di Sterling International Towers.

## L'avventura in NBA
Nel 1981, Sterling acquistò per 12,5 milioni di dollari la franchigia di basket dei San Diego Clippers, con l'intenzione di trasformarla in una squadra in grado di competere per il titolo di campioni della NBA. Nonostante le premesse, i Clippers non hanno mai raggiunto il successo sperato.
Nel 1982, Sterling tentò di spostare la squadra a Los Angeles. Questo portò a una indagine sui Clippers da parte di una commissione della NBA che scoprì come Sterling avesse diversi debiti e non pagasse con regolarità i propri giocatori. La commissione chiese che Sterling venisse sospeso dal ruolo di presidente della franchigia con l'obbligo di mantenere San Diego come sede della squadra. Sterling rassegnò le dimissioni da presidente e incaricò come suo sostituto Alan Rothenberg.
Nel 1984, Sterling portò comunque la squadra a Los Angeles, anche se la NBA non aveva approvato lo spostamento. Per questa operazione, Sterling dovette pagare una multa di 6 milioni di dollari. Il cambio di città non giovò comunque ai risultati della squadra, che restò a lungo una delle formazioni più perdenti della lega.
Nel 1999, i Clippers scelsero come impianto per gli incontri in casa lo Staples Center e qualche anno dopo, dalla stagione 2005-2006, cominciarono a ottenere buoni risultati sul campo di gioco. Questo avvenne in concomitanza con la decisione di Sterling di investire più denaro sulla squadra, mettendo sotto contratto negli anni giocatori come Elton Brand, Baron Davis, Blake Griffin e Chris Paul.
Sterling è stato definito dal New York Times, da Forbes e da Sporting News come uno dei peggiori proprietari di squadre sportive di sempre.

## Le accuse di razzismo
Il 25 aprile 2014, il canale televisivo TMZ diffuse la registrazione di una conversazione tra Sterling e V. Stiviano, la sua amante. Nella registrazione audio, risalente al settembre 2013, Sterling si dichiarava irritato dal fatto che Stiviano avesse postato su Instagram una foto che la ritraeva in compagnia dell ex-cestista di colore Magic Johnson. Le parole esatte di Sterling furono le seguenti: It bothers me a lot that you want to broadcast that you're associating with black people (Mi disturba molto che tu voglia rendere pubblica la tua frequentazione con persone di colore) e You can sleep with [black people]. You can bring them in, you can do whatever you want but the little I ask you is ... not to bring them to my games (Puoi andarci a letto (con uomini di colore). Puoi farli entrare, puoi fare qualsiasi cosa tu voglia, ti chiedo solo...di non portarli alle mie partite). 
Le frasi di Sterling fecero molto scalpore in NBA, una lega composta in larga parte da giocatori neri. Il 26 aprile 2014 la squadra dei Clippers, durante una riunione, valutò la possibilità di boicottare la partita di playoff contro i Golden State Warriors prevista per il giorno successivo. Al termine del meeting, la decisione presa fu quella di indossare le magliette rivoltate - in modo da non rendere visibile il logo della squadra - durante il riscaldamento prima della partita. I giocatori dei Clippers ricevettero solidarietà dai colleghi dei Miami Heat e da molti altri ex-giocatori e dirigenti della NBA. Anche il Presidente degli Stati Uniti, Barack Obama, bollò come incredibilmente offensive e razziste le frasi di Sterling, che perse nei giorni seguenti numerose sponsorizzazioni per la sua squadra.
Il 29 aprile 2014, il Commissario della NBA Adam Silver annunciò l'espulsione a vita di Sterling dalla NBA con in aggiunta una multa di 2,5 milioni di dollari e il divieto di poter assistere dal vivo a un qualsiasi incontro di NBA. Sterling perse ogni autorità sulla squadra, sebbene essa fosse ancora di sua proprietà, e gli venne vietato di accedere al campo di allenamento. Silver dichiarò inoltre di voler forzare Sterling a vendere i Clippers. Il 26 maggio 2014, Sterling dichiarò di non avere la minima intenzione di cedere ad altri la squadra, accusando la NBA di aver adottato nei suoi confronti delle misure draconiane.
Il 29 maggio 2014, Shelly, moglie di Donald Sterling e co-proprietaria della squadra, raggiunse un accordo per cedere i Clippers a Steve Ballmer, ex-amministratore delegato della Microsoft, per 2 miliardi di dollari. Il giorno seguente, Donald Sterling fece causa alla NBA per 1 miliardo di dollari per aver violato sia le leggi antitrust sia i suoi diritti costituzionali.
Il 4 giugno 2014, l'avvocato Maxwell Blecher annunciò la decisione di Sterling di non far più causa alla NBA e di aver accettato la cessione della squadra a Ballmer. Pochi giorni dopo però Sterling fece marcia indietro e si dichiarò nuovamente contrario alla vendita. Tuttavia Shelly Sterling, con un processo probatorio durato dal 7 al 28 luglio 2014, dimostrò come il marito fosse afflitto da Alzheimer, cosa che lo rendeva incapace di prendere decisioni nel campo degli affari. Sterling fece causa alla moglie, alla NBA e a Silver per danni, chiedendo inoltre di bloccare la vendita, ma Il 12 agosto la compravendita venne perfezionata.